# Gmina Garbów
Die Gmina Garbów ist eine Landgemeinde im Powiat Lubelski der Woiwodschaft Lublin in Polen. Ihr Sitz ist das gleichnamige Dorf.

## Gliederung
Zur Landgemeinde Garbów gehören folgende Ortschaften mit einem Schulzenamt:
Bogucin
Borków
Garbów I
Garbów II
Gutanów
Janów
Karolin
Leśce
Meszno
Piotrowice-Kolonia
Piotrowice Wielkie
Przybysławice
Wola Przybysławska I
Wola Przybysławska II
Zagrody
Ein weiterer Ort der Gemeinde ist Meszno (leśniczówka).